# Perynya Tholus
Il Perynya Tholus è una struttura geologica della superficie di Venere.